# Râul Valea Mare, Râul Roșu
Râul Valea Mare este unul din cele două brațe care formează Râul Roșu. 